# José Vidal Riembau
José Vidal Riembau, apodado Pep Jai, (El Vendrell, 25 de octubre de 1917 - ibídem, 4 de julio de 1989) fue un agricultor, sindicalista y político socialista español.

## Biografía
Hasta los 13 años asistió a la escuela de los Hermanos Carmelitas. Después ayudó a su padre en las faenas agrícolas y por las noches iba a clases de esperanto en la Cooperativa Obrera de El Vendrell, donde conoció a Andreu Nin en una visita que éste hizo al grupo de esperantistas vendrellenses. Su primera militancia política en los años 1930 fue con las Juventudes Comunistas del Bloque Obrero y Campesino (BOC) que fundó Joaquín Maurín. Como casi todos los militantes del BOC de la comarca del Panadés, se incorporó al Partido Obrero de Unificación Marxista (POUM) en el momento de su fundación en 1935 que, junto con Maurín, dirigió Andrés Nin a quien Vidal admiró siempre.
Desde el primer momento formó parte del Comité Local de la Juventud Comunista Ibérica, organización juvenil del POUM, hasta que estalló la Guerra Civil. Fue secretario de organización de milicias en el Comité Local de Milicias Antifascistas hasta finales de 1936, cuando se incorporó como sargento a la 29.ª División, formada en su totalidad por militantes del POUM. Con la evacuación de Cataluña hacia el final de la guerra, acabó en el campo francés de internamiento de Saint Cyprien, desde donde más tarde regresó a España. Fue detenido y enviado al campo de concentración de San Marcos en la provincia de León. De allí pasó a  realizar trabajos forzados en Cuelgamuros, donde se estaba construyendo el Valle de los Caídos y, finalmente, terminó en un batallón disciplinario en África.
Antes de finalizar la Segunda Guerra Mundial logró volver a su casa, pero permaneció vinculado a los grupos de oposición al franquismo en la clandestinidad. Participó en la creación del primer frente unitario creado contra la dictadura, la Alianza Democrática, grupo formado por presos políticos que habían sido recluidos en la cárcel Modelo de Barcelona. Se integró en el Moviment Socialista de Catalunya (MSC), pero una delación produjo la detención de sus compañeros, quedando aislado y desvinculado en El Vendrell. En la década de 1950 dejó las tierras en manos de su familia y entró a trabajar como encargado de la Cooperativa Agrícola de El Vendrell. A finales de los 50 entró en contacto con Joan Reventós y junto a él emprendió la reorganización del MSC.
Fue uno de los oradores del llamado "Miting de la Llibertad" (junio de 1976 ), que inició el proceso constituyente del Partit Socialista de Catalunya-Congrés y cofundador de la Unió de Pagesos. En las primeras elecciones democráticas tras la dictadura en 1977, ganó el escaño al Congreso de los Diputados dentro de la candidatura Socialistes de Catalunya, que después dio lugar al nacimiento del actual PSC. Renovó el escaño por la circunscripción de Tarragona en 1979. En la II Legislatura, fue elegido senador.